# Room for Discussion
Room for Discussion (RfD) is een discussieplatform van de Universiteit van Amsterdam. Hierbij interviewen twee studenten van uiteenlopende studierichtingen meestal een uur lang bekende academici, politici, economen en andere gasten over maatschappelijk relevante thema's. De interviews worden gehouden op de Roeterseilandcampus, waar studenten, werknemers en journalisten deze kunnen bezoeken en in de gelegenheid worden gesteld om zelf ook vragen te stellen. Van de discussies is ook een livestream beschikbaar die later op YouTube wordt geplaatst. 
Het discussieplatform is sinds haar oprichting als commissie gelieerd aan de studievereniging van de FEB, SEFA. Het platform bestaat meestal uit ongeveer tien tot vijftien studenten en verandert twee keer per jaar gedeeltelijk van samenstelling. 
Room for Discussion verwierf landelijke bekendheid in 2018 toen het platform de conservatieve Canadese psycholoog Jordan Peterson uitnodigde.

## Geschiedenis
Room for Discussion werd in 2008 opgericht door studenten aan de Faculteit van Economie en Bedrijfskunde (FEB) van de Universiteit van Amsterdam. Zij stelden na het faillissement van Lehman Brothers dat de universiteit een platform nodig had dat discussies over de oorzaken van de financiële crisis faciliteerde en het gat tussen de academische en echte wereld kon overbruggen. Daarnaast werd het doel gesteld om de meest diverse, uiteenlopende meningen een podium te geven. In de loop der jaren verbreedde het platform zich naar andere disciplines en onderwerpen, waaronder geschiedenis, politiek, filosofie en journalistiek. In deze jaren heeft de organisatie een zeer breed scala aan binnen- en buitenlandse gasten ontvangen, waaronder Christine Lagarde, Thomas Piketty, Mario Draghi, Joris Luyendijk, Geert Mak, Frans Timmermans, Klaas Knot, Peter Singer en Ayaan Hirsi Ali.

### Jordan Peterson
In 2018 vierde Room for Discussion haar tweede lustrum door onder het thema 'Society in Crisis' in verschillende sessies maatschappijkritische gasten te ontvangen, waaronder de gevluchte Catalaanse president Carles Puigdemont en de voormalige eurocommissaris Neelie Kroes. De aankondiging dat het platform ook de Canadese psycholoog Jordan Peterson had uitgenodigd viel bij sommige studenten en stafleden van de UvA niet in goede aarde. Tachtig 'bezorgde Amsterdammers' ondertekenden een brief, waarin ze het platform vroegen om een tweede gast naast Peterson te zetten om tegenwicht te bieden aan zijn gedachtegoed. Dit leidde tot nationale ophef waarin voorstanders van de komst van Peterson legitimeerden door te pleiten voor academische vrijheid en vrijheid van meningsuiting, terwijl tegenstanders bang waren dat de psycholoog zijn boodschappen zonder weerstand zou verkondigen waardoor extreemrechts gedachtegoed zou worden genormaliseerd.
Room for Discussion weigerde uiteindelijk toe te geven aan de eis van de briefondertekenaars om een tweede gast aan het interview toe te voegen, maar bood wel meer ruimte voor publieksinteractie dan van tevoren was gepland.

## Wetenswaardigheden
- Op de UvA wordt vaak gerefereerd aan de karakteristieke Chesterfield-banken op het podium, als onderdeel van de 'huiskamerstijl' die het platform probeert te creëren.
- In 2016 ontving Room for Discussion de partijleider van Forum voor Democratie Thierry Baudet, wat tot veel kritiek en protest leidde binnen de universiteit.[10]
- In 2017 moest het interview met Sylvana Simons worden verplaatst naar een beveiligde ruimte in het studentencentrum CREA, nadat de initiatiefneemster van de politieke partij BIJ1 meermaals werd bedreigd na de bekendmaking van haar komst.[11]
- In 2018 werd een interview met de CEO van Shell Nederland Marjan van Loon verstoord door klimaatactivisten die een opblaasbare oliepijpleiding naar het podium gooiden, spandoeken uitrolden en leuzen scandeerden. Ook werd een hele grafkist binnengedragen.[12]
- In 2019 hield de voormalig premier van België Charles Michel zijn eerste toespraak als president-elect van de Europese Raad bij Room for Discussion.[13]
- In 2020 werd het platform door de coronacrisis tijdelijk genoodzaakt om de interviews enkel nog door middel van een livestream uit te zenden op Facebook.